# Chris Barlow
Neil Christopher Barlow –conocido como Chris Barlow– (Bicester, 12 de diciembre de 1961) es un deportista estadounidense que compitió en piragüismo en la modalidad de aguas tranquilas. Ganó dos medallas de plata en los Juegos Panamericanos en los años 1991 y 1995.

## Palmarés internacional
| Juegos Panamericanos | Juegos Panamericanos      | Juegos Panamericanos | Juegos Panamericanos |
| Año                  | Lugar                     | Medalla              | Competición          |
| -------------------- | ------------------------- | -------------------- | -------------------- |
| 1991                 | La Habana (Cuba)          | Medalla de plata     | K4 1000 m            |
| 1995                 | Mar del Plata (Argentina) | Medalla de plata     | K4 1000 m            |